# Cost Per Action
Cost Per Action (CPA) (с англ. — «цена за действие») — модель оплаты интернет-рекламы, при которой оплачиваются только определённые действия пользователей на сайте рекламодателя. CPA-модель является одним из самых экономически эффективных вариантов оплаты рекламы, поскольку рекламодатель платит не за показы и клики, эффективность которых крайне сложно измерить, а за конкретных потребителей, подтвердивших интерес к продукту целевыми действиями.
Кроме того, CPA является метрикой, которая показывает цену целевого действия. Ее значение рассчитывается в независимости от того, какая модель используется для определения стоимости рекламы.

## Формула расчета CPA
CPA = стоимость рекламы / на количество целевых действий.

## Виды действий
Действия, оплачиваемые рекламодателем, в каждом конкретном случае могут быть разными.
Но наиболее часто встречаются следующие виды действий.
- Лиды (модель CPL[англ.] (оплата за лид))
- Покупки (модель CPS)
- Посещение нескольких страниц сайта
- Посещение целевой страницы сайта
- Загрузка файла
- Просмотр ролика
- Просмотр прайс-листа
- Заполнение формы заказа или обратной связи

## Трактовка термина в странах СНГ и за рубежом
На Западе существует весьма распространенная трактовка термина CPA — Cost Per Acquisition — цена за приобретение. Это объясняется тем, что CPA-модель оплаты часто используется при рекламе онлайн-магазинов, для которых приобретение продукта покупателем и есть то действие, которое оплачивают рекламодатели. Стоит отметить, что в России и странах СНГ данная трактовка термина не прижилась и вместо неё используется аббревиатура-аналог, CPS (Cost Per Sale) — оплата за осуществленную продажу.

## Различия между CPA и CPL
Одним из видов CPA является генерация лидов, которая называется Cost per lead (CPL). Подразумевается, что при генерации лидов рекламодатель получает контактные и демографические данные пользователей, а в случае CPA он получает последовательность действий, которые могут быть анонимными. Например, участие в голосовании, посещение определённых страниц сайта, бронирование товара без указания контактных данных.

## Рекламодатели, которым выгодно использовать оплату за действия
Оплата рекламы за действия подходит не всем. Во-первых, речь идёт только о товарной рекламе. Во-вторых, модель CPA эффективна для компаний, которые используют Интернет как один из основных каналов продаж. Как правило, на сайтах присутствуют целевые страницы, которые являются источником звонков, писем, заявок, лидов и онлайн-покупок.
- интернет-магазины
- банки, страховые компании и финансовые брокеры
- строительные компании, компании по ремонту недвижимости
- юристы, бухгалтеры, аудиторы, нотариусы
- автосервисы, автосалоны
- лечебные и оздоровительные учреждения
- сайты по трудоустройству
- образовательные учреждения
- сервисы по покупке и бронированию билетов
- агентства недвижимости,
- туристические компании
- компании, предоставляющие бизнес-услуги
- компании, предоставляющие услуги населению
- онлайн-игры
- хостинг-провайдеры

## Развитие модели CPA в России
Прообразом модели CPA можно считать различные партнерские программы, применявшиеся до широкого распространения Интернета. Первые рекламные кампании в интернете по модели CPA были точной калькой оффлайновых версий партнерских программ: на сайте рекламодателя устанавливалась форма заказа, в одну из строк которой предлагалось вписать имя человека, который способствовал совершению покупки. Достаточно быстро, механизм подобных акций был усовершенствован и партнеры рекламодателя начали получать специальную личную ссылку на форму заказа (реферальную ссылку), благодаря которой можно было отслеживать покупателей приведенных каждым отдельным партнером. Реферальные программы такого рода до сих пор остаются популярны в сегменте развлекательных сайтов, интернет-магазинах, MMORPG, а также ресурсов посвященных заработку в сети.
Следующим этапом развития CPA-модели стало её распространение в качестве готового рекламного продукта со стороны баннерных сетей. Это позволило избавить рекламодателя от установки сложного программного обеспечения для управления партнерской программой на своем сайте и переложить все технические вопросы на плечи специалистов баннерной сети. Вместе с уникальными ссылками для каждого отдельного партнера, стали использоваться специальные cookies, которые позволили отследить все шаги пользователя, от просмотра баннера до совершения заполнения формы или совершения покупки.